# Antônio Braz Benevente
Antônio Braz Benevente (* 1. Januar 1961 in Itápolis) ist ein brasilianischer Geistlicher und römisch-katholischer Bischof von Jacarezinho.

## Leben
Antônio Braz Benevente empfing am 7. Dezember 1985 die Priesterweihe.
Papst Benedikt XVI. ernannte ihn am 23. Juni 2010 zum Bischof von Jacarezinho. Der Erzbischof von Uberaba, Aloísio Roque Oppermann SCI, spendete ihm am 7. September  desselben Jahres die Bischofsweihe; Mitkonsekratoren waren Benedito de Ulhôa Vieira, Alterzbischof von Uberaba, und sein Amtsvorgänger Fernando José Penteado. Die Amtseinführung im Bistum Jacarezinho fand am 10. Oktober desselben Jahres statt. Als Wahlspruch wählte er IN FORTITUDINE SPIRITUS TUI.